# Dimos Sithonia
Dimos Sithonia (Sithonia) är en kommun i Grekland.   Den ligger i prefekturen Chalkidike och regionen Mellersta Makedonien, i den nordöstra delen av landet, 240 km norr om huvudstaden Aten. Antalet invånare är 11 798. Arean är 515 kvadratkilometer.
Terrängen i Dimos Sithonia är kuperad österut, men västerut är den platt.